# Lacistema nena
Lacistema nena är en tvåhjärtbladig växtart som beskrevs av James Francis Macbride. Lacistema nena ingår i släktet Lacistema och familjen Lacistemataceae. Inga underarter finns listade i Catalogue of Life.